# Hoople
Hoople és una població dels Estats Units a l'estat de Dakota del Nord. Segons el cens del 2000 tenia 292 habitants.

## Demografia
Segons el cens del 2000, Hoople tenia 292 habitants, 133 habitatges, i 79 famílies. La densitat de població era de 313,2 hab./km².
Dels 133 habitatges en un 27,8% hi vivien nens de menys de 18 anys, en un 45,9% hi vivien parelles casades, en un 9,8% dones solteres, i en un 40,6% no eren unitats familiars. En el 39,8% dels habitatges hi vivien persones soles el 22,6% de les quals corresponia a persones de 65 anys o més que vivien soles. El nombre mitjà de persones vivint en cada habitatge era de 2,2 i el nombre mitjà de persones que vivien en cada família era de 2,96.
Per edats la població es repartia de la següent manera: un 24,3% tenia menys de 18 anys, un 7,9% entre 18 i 24, un 24% entre 25 i 44, un 25,3% de 45 a 60 i un 18,5% 65 anys o més.
L'edat mediana era de 43 anys. Per cada 100 dones de 18 o més anys hi havia 85,7 homes.
La renda mediana per habitatge era de 29.250 $ i la renda mediana per família de 38.125 $. Els homes tenien una renda mediana de 26.786 $ mentre que les dones 21.094 $. La renda per capita de la població era de 14.836 $. Entorn del 6% de les famílies i l'11,8% de la població estaven per davall del llindar de pobresa.

## Poblacions més properes
El següent diagrama mostra les poblacions més properes.